# کلی میلر (بازیکن بسکتبال)
کلی میلر (انگلیسی: Kelly Miller؛ زادهٔ ۶ سپتامبر ۱۹۷۸) بازیکن بسکتبال اهل ایالات متحده آمریکا است.
از باشگاه‌هایی که در آن بازی کرده‌است می‌توان به آتلانتا دریم اشاره کرد.
وی در مسابقات کشوری و بین‌المللی در مجموع برندهٔ ۱ مدال نقره شده‌است.